# Liste der Nummer-eins-Hits in Belgien (1985)
Diese Liste enthält alle Nummer-eins-Hits in Belgien im Jahr 1985. Es gab in diesem Jahr 16 Nummer-eins-Singles.
| Singles |
| --- |
| - Band Aid – Do They Know It’s Christmas? - 4 Wochen (29. Dezember 1984 – 25. Januar 1985) - Murray Head – One Night in Bangkok - 3 Wochen (26. Januar – 15. Februar) - Jermaine Jackson – Do What You Do - 5 Wochen (16. Februar – 22. März) - Modern Talking – You’re My Heart, You’re My Soul - 5 Wochen (23. März – 26. April) - USA for Africa – We Are the World - 6 Wochen (27. April – 7. Juni) - Bobbysocks – Let It Swing - 1 Woche (8. Juni – 14. Juni) - Paul Hardcastle – 19 - 3 Wochen (15. Juni – 5. Juli, insgesamt 4 Wochen) - Bruce Springsteen – Dancing in the Dark - 1 Woche (6. Juli – 12. Juli, insgesamt 3 Wochen) - Duran Duran – A View to a Kill - 1 Woche (13. Juli – 19. Juli) - Paul Hardcastle – 19 - 1 Woche (20. Juli – 26. Juli, insgesamt 4 Wochen) - Bruce Springsteen – Dancing in the Dark - 2 Wochen (27. Juli – 9. August, insgesamt 3 Wochen) - Baltimora – Tarzan Boy - 5 Wochen (10. August – 13. September) - Madonna – Into the Groove - 4 Wochen (14. September – 11. Oktober) - Stevie Wonder – Part-Time Lover - 1 Woche (12. Oktober – 18. Oktober) - Nana Mouskouri – Only Love - 2 Wochen (19. Oktober – 1. November, insgesamt 7 Wochen) - Simple Minds – Alive and Kicking - 1 Woche (2. November – 8. November) - Nana Mouskouri – Only Love - 5 Wochen (9. November – 13. Dezember, insgesamt 7 Wochen) - a-ha – Take on Me - 1 Woche (14. Dezember – 20. Dezember) - Elton John – Nikita - 8 Wochen (21. Dezember 1985 – 14. Februar 1986) |

Siehe auch: Nummer-eins-Hits 1985 in  Australien, Dänemark, Deutschland, Finnland, Frankreich, Irland, Italien, Japan, Kanada, Neuseeland, den Niederlanden, Norwegen, Österreich, Schweden, der Schweiz, Spanien, den Vereinigten Staaten und im Vereinigten Königreich.